# Церква Святого Михаїла (Відень)

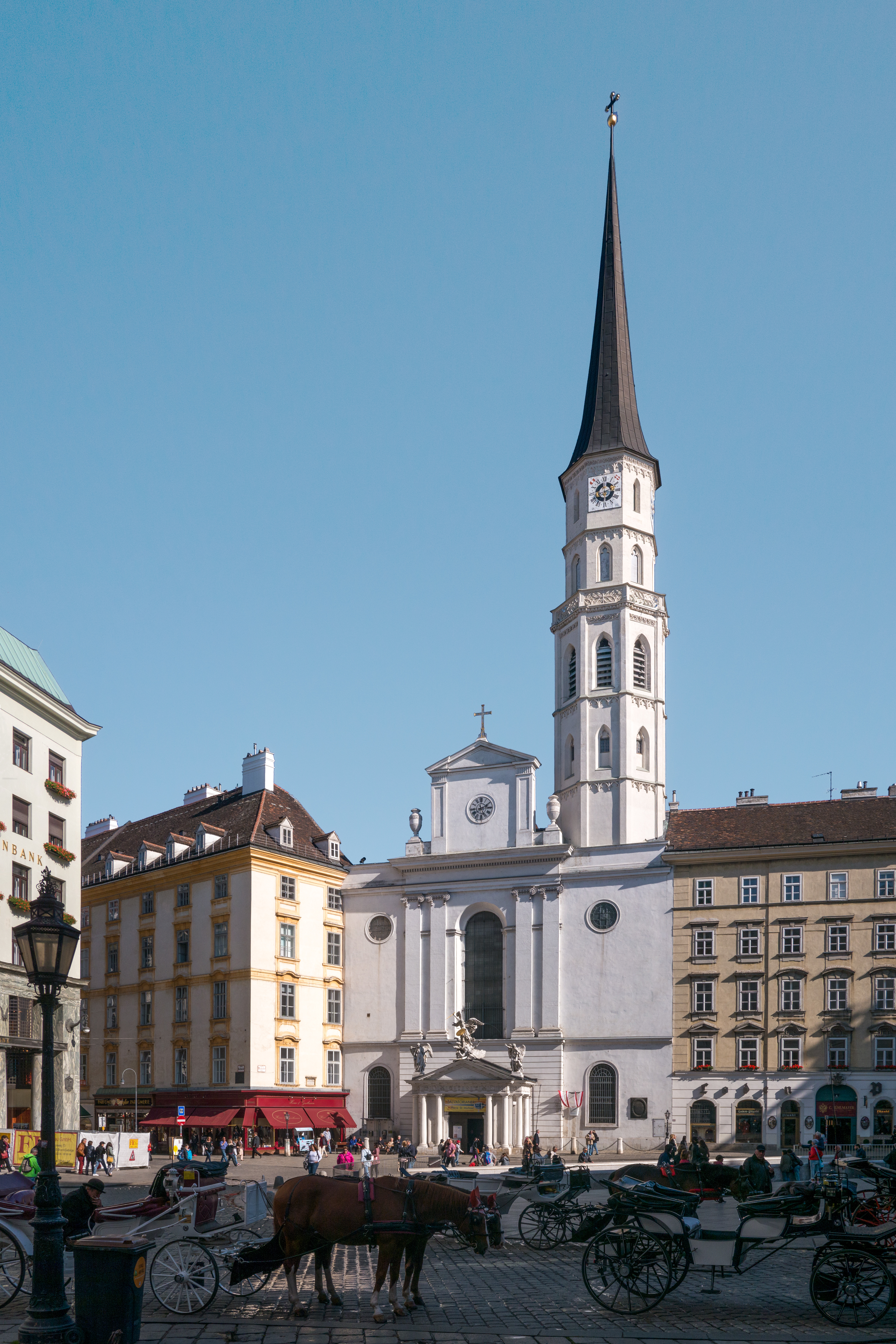
Церква Святого Михаїла у Відні

48°12′29″ пн. ш. 16°22′01″ сх. д. / 48.208° пн. ш. 16.367° сх. д.
Церква Святого Михаїла — римо-католицька парафіяльна церква на Міхаелерплац у першому районі міста Відень (Іннере-штадт). Вона була збудована між 1219 і 1221 роками герцогом Леопольдом VI з династії Бабенбергів. У 13 ст. це була одна з трьох парафій у Відні, поряд з парафією Святого Стефана і Шоттенштифтом, а тому є однією з найстаріших церков Відня. Церква Святого Михаїла — це одна з небагатьох романських будівель у Відні. Деякі елементи згодом були перебудовані в стилі бароко або класицизму. Церква присвячена Архангелу Михаїлу і з 1923 року нею опікується орден сальваторіанців.
Ця церква відома насамперед завдяки склепу Святого Михаїла, в якому деякі трупи муміфікувалися через особливі кліматичні властивості.

## Історія

### Церква Святого Михаїла в середні віки
Немає жодних доказів того, що там, де сьогодні стоїть Церква Святого Михаїла, ранніше знаходилася інша церква. Припускається, однак, що попередня церква могла там бути в 11 ст. (за Еттінгером і Кіслінгером). Кам'яна кладка нинішньої церкви датується приблизно тим самим часом, як і так звані "язичницькі вежі" (Heidentürme) собору Св. Стефана. Під час розкопок навколо церкви, були знайдені залишки римської вілли 2 ст. нашої ери. Сьогоднішня Церква Святого Михаїла, що була побудована у 1219-1221 роках, постраждала від пожеж у 1275, 1319 і 1327 роках.
Оригінальний архітектурний стиль Церква Святого Михаїла був пізньороманським з елементами ранньої готики.

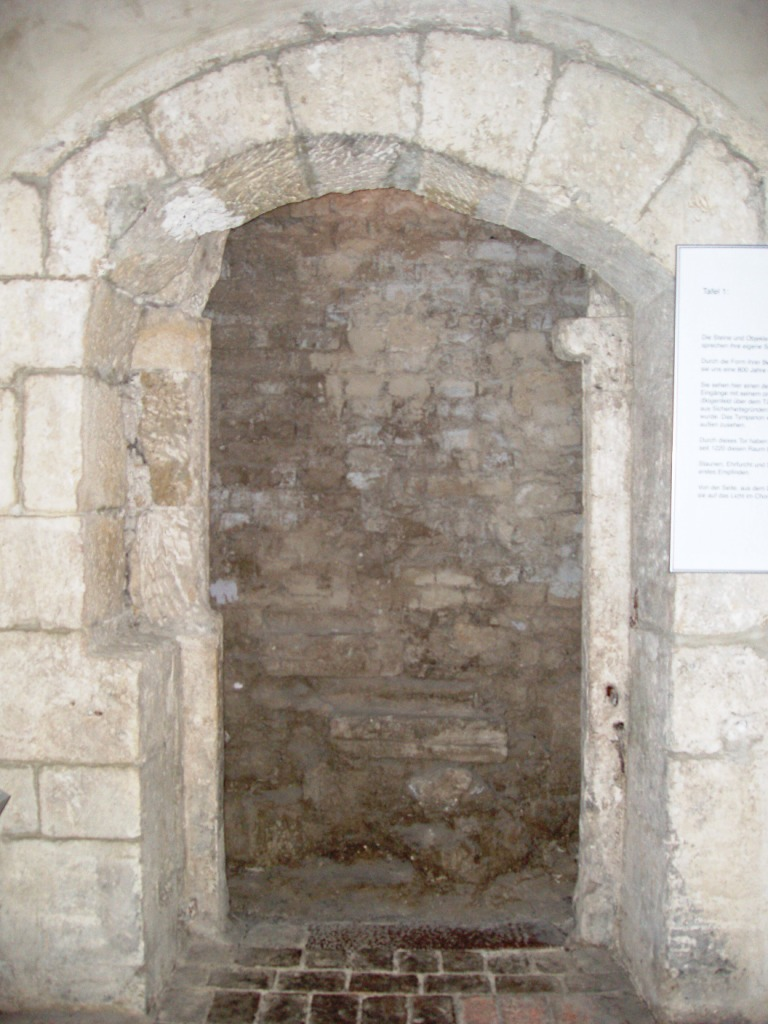
Замурований романський вхід

Парафія була офіційно заснована у 1221 році згідно з документом Леопольда VI, але зараз точно відомо, що цей документ є підробкою з 14-го століття. Перша достовірна письмова згадка про церкву датується 1267 роком. Її залишив пастор Герхард фон Зібенбюрген і він писав про Церкву Святого Михаїла як філію собору Св. Стефана.
Церква спочатку була так званою міською парафією. Це означає, що вона не підпорядковувалася жодному церковному ордену і утримувалася її власником, тобто містом Відень, яке також платило заробітну плату священнику. Церква Святого Михаїла знаходиться поруч з церквою ордену Августинців, яка довгий час була другою придворною парафіяльною церквою імператорів Габсбургів і втратила цей статус лише в 1784 році .

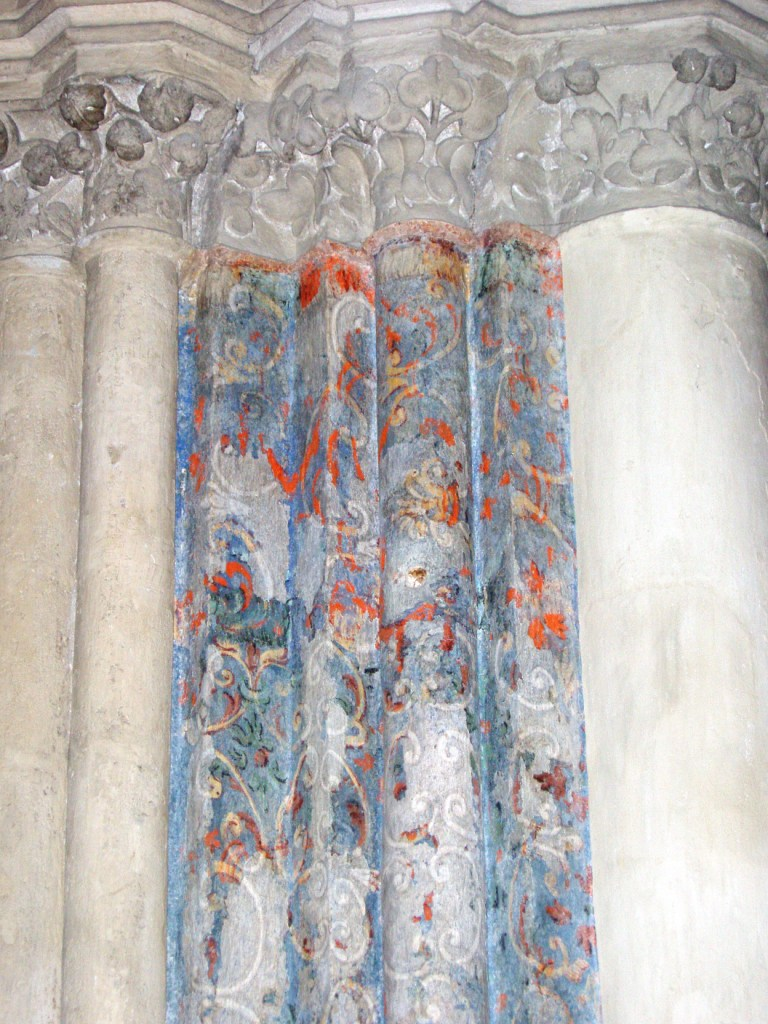
Прикраси колон

Будівля з самого початку планувалося як тридільна церква у пізньроманському архітектурному стилі. Церква була збудована приблизно тоді, коли міський мур був розширений, тобто після 1200 року. У центральній наві храму є розгалужені стилістичні елементи, що підтверджують початок будівництва цього періоду. На колонах є пізньоримські капітелі (капітель з листя винограду), які можна датувати приблизно 1220 роком. Далі йдуть колони з капітелями у вигляді келихів і ще пізніші колони з капітелями у вигляді листків.
Особливістю цекрви була перша хорова площа у романському стилі, що була збудована на той час із цегли і зовні була не оштукатурена, а відмучена так, що білі шви імітували більший формат цегли, аніж вона була насправді У 1416 році герцог Альбрехт V. розширив головний хор. Однак, по суті, хори були побудовані після міської пожежі в 1327 році, а зміни були внесені пізніше.
Збудований у другій половині 13 ст. неф зберігся у своєму колишньому вигляді до наших днів. Також можна точно датувати склепіння центрального нефа, яке було збудовано після великої міської пожежі 1276 року. Хрестоподібна каплиця в лівому хорі, яка збереглася й нині, була збудована у 1350 році.

### Перебудови у 15-16 століттях
В кінці 15-го століття невеликі віконні ніші в романському стилі були замінені великими готичними вікнами. До наших днів зберігся дзвін, який був виготовлений у 1525 році і пережив усі війни. Його відлив віденський виробник дзвонів Ласло Рачко. Він був пошкоджений та відновлений разом з вежею після землетрусу в Нойленгбаху у 1590 році.
Троє гвинтових сходів у новій вежі були виготовлені у імператорській каменоломні на Лейтаберзі.
Як і у майже всі церквах того часу, у Церкві Святого Михаїла також був цвинтар, який був закритий у 1508 році за імператора Максиміліана І. Проте аж до 18 ст.  всередині церкви неодноразово встановлювали нові надгробні плити та пам’ятні камені. Є докази, що перший склеп збудувала родина Герберштейн у 1560 році. В той час, гробниці були зарезервовані для багатих, а менш багатих та бідних людей ховали на цвинтарі в сьогоднішньому 7-му районі Відня (Нойбау).

### Варнавитський період (1626–1923)

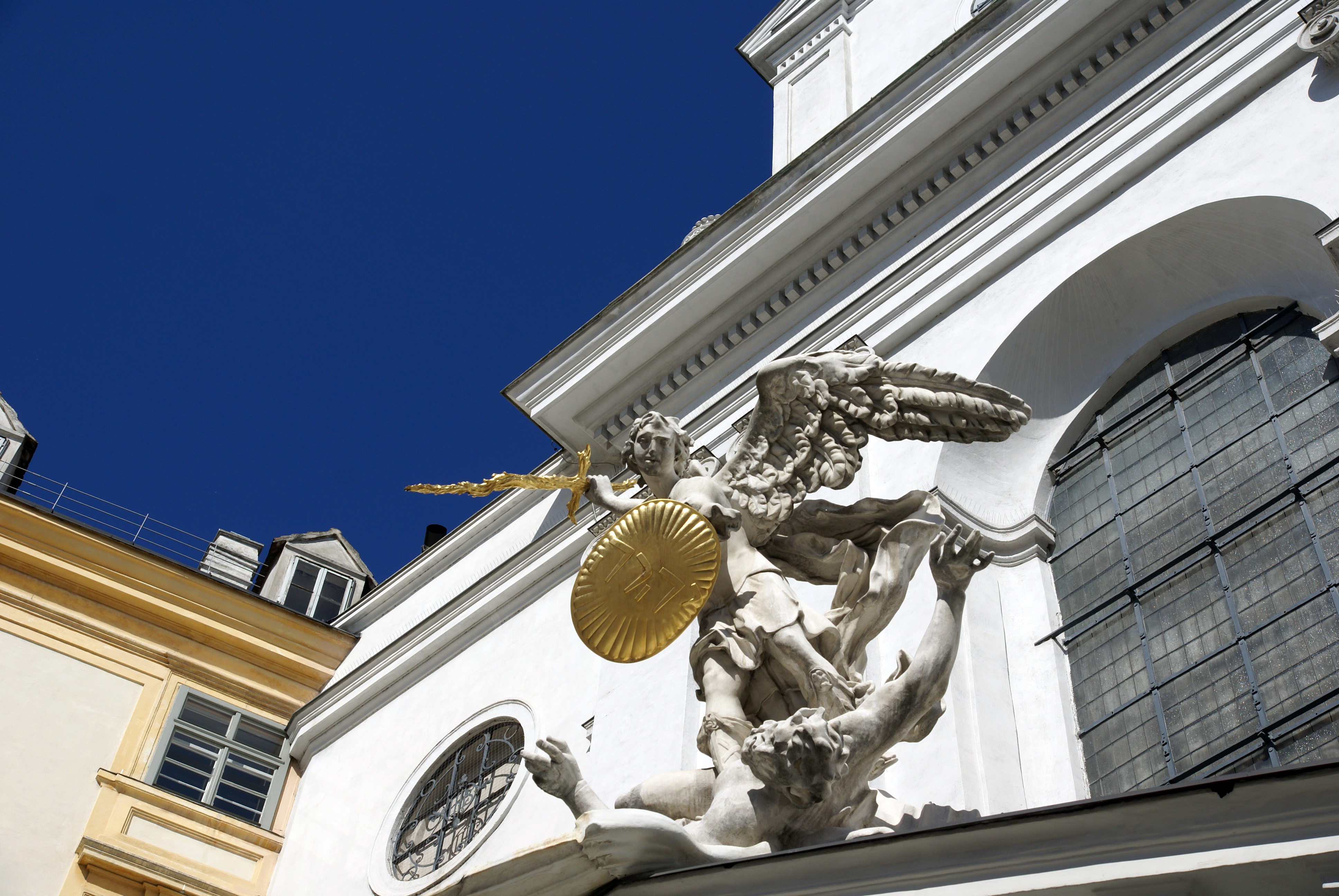
Портик з занепалими ангелами

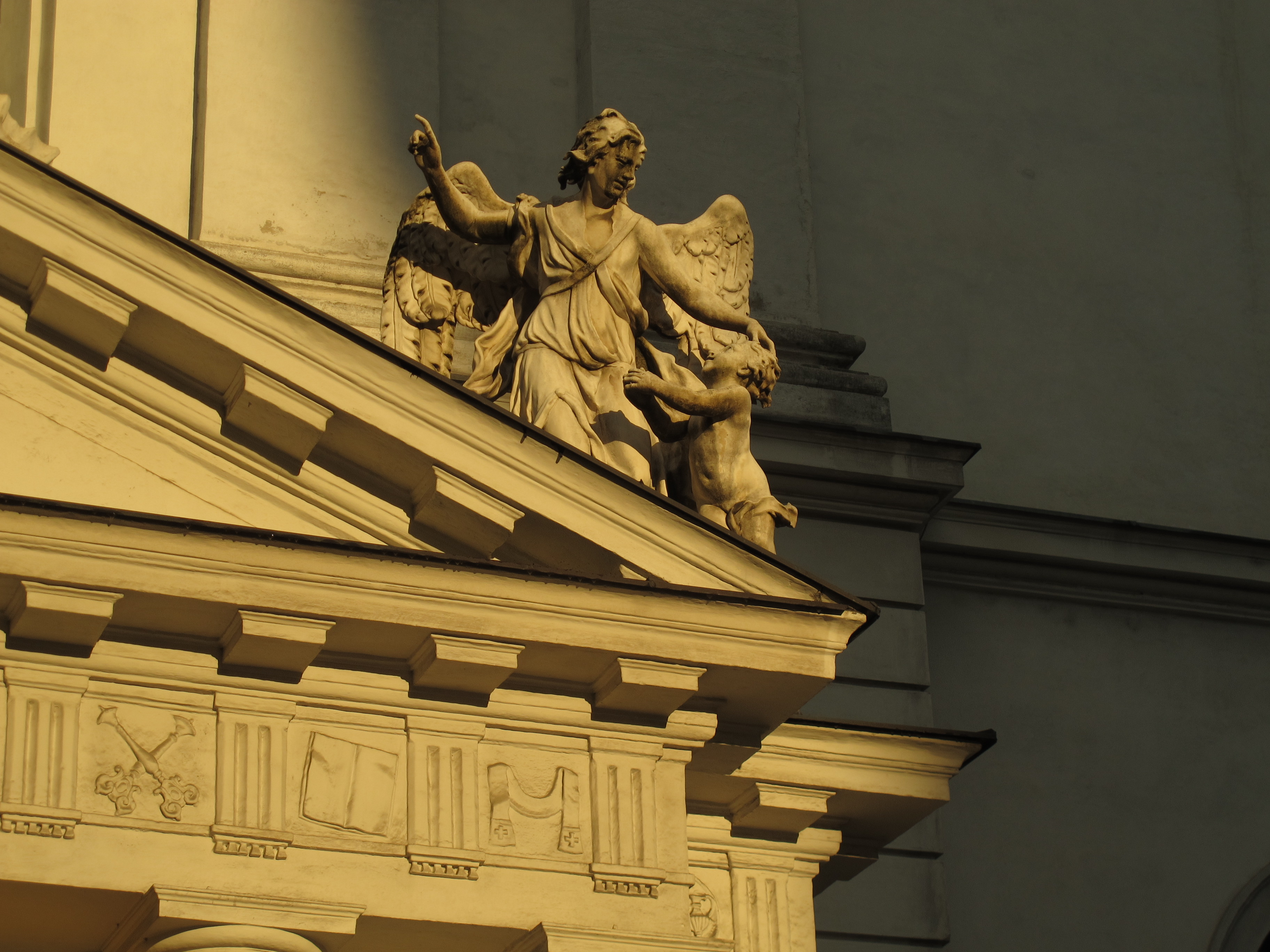
Головний вхід у Церкву Святого Михаїла

У 1626 році, в середині Тридцятилітньої війни, церква була передана італійському ордену варнавитів для догляду. При варнавитах відбувся капітальний ремонт. У результаті суперечки між майстрами Амброзіусом Петруцці та Антоніусом Пурісолом, переміг майстер Амброзіуса Петруцці і його каменярі виконали роботи над каплицею п'єта у 1644 році.
Великі частини церкви спочатку були перероблені в стилі бароко, а потім адаптовані до класицизму (наприклад, головний вівтар). Портик був спроектований і побудований в 1724 році. Його виконав Лоренцо Маттієллі і він символізує падіння ангела. Нинішній західний фасад у стилі класицизму був збудований у 1792 році за проектами Ернеста Коха, а головний вівтар  — у стилі бароко в 1782 році за проектами Жана Батиста д'Авранжа. Монументальний алебастровий рельєф падіння ангелів на задній стіні церкви створив Карл Георг Мервіль.
З 1660 року варнавити мали власне кладовище в сьогоднішньому 6-му районі Відня (Маріагільф), де ховали бідних та менш заможних парафіян. Варнабити не тільки привнесли стиль бароко, але й доглядали за катакомбами. Усі шари кісток у катакомбах датуються часами Варнавитів. Коли орден покинув Відень у 1920 році, управління церквою було передано ордену сальваторианців.

### Сальваторіанський період (з 1923 р.)
Після того, як варнавити покинули парафію, її закрили 1 січня 1926 року, а парафіян поділи між сусідніми парафіями. Парафія була відновлена лише в 1939 році, а в 1979 році вона перейняла частину занедбаної парафії Св. Петра. Сальваторіанці намагаються зберегти та відреставрувати будівлю церкву.
Після століть змін та реставрації церква зараз підтримується та оновлюється в основному за рахунок пожертвувань міста Відня та Федерального агентства з охорони пам’яток. Наразі вся увага зосереджена на катакомбах, в яких багатовіковим трунам загрожуює нашестя шкідників довгоносиків (Curculionidae) та вологого клімату. Висока вологість особливо негативно впливає на мумії. Через це у склепі встановили систему кондиціонування, яка повільно знижує вологість і температуру. Мета — досягнути 60–65 % відносної вологості при 10 °C у склепі, оскільки так довгоносик впаде у сплячку і не зможе може завдати подальшої шкоди.

## Визначні пам'ятки у Церкві Святого Михаїла

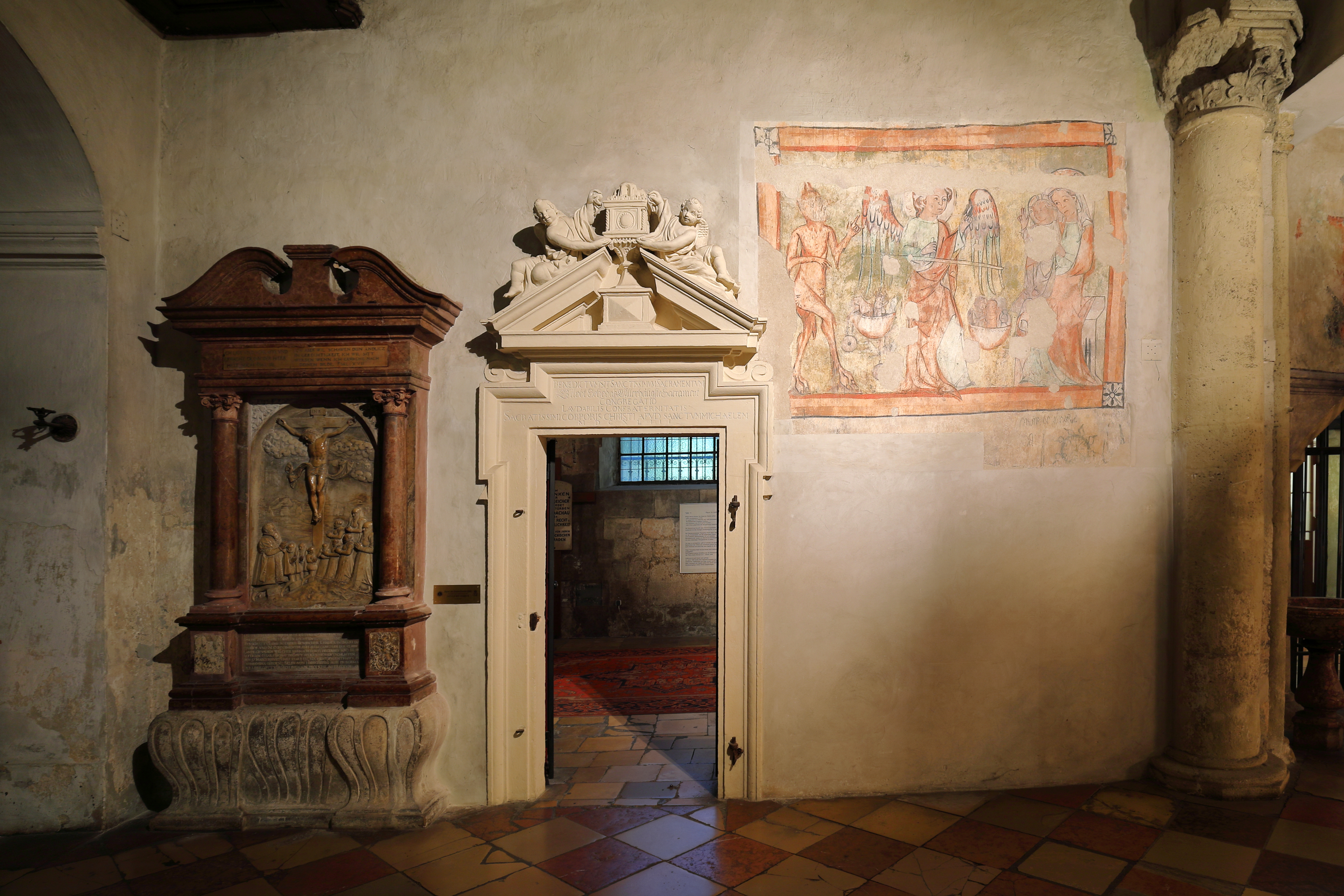
Вхід у вежову каплицю з фрескою приблизно1350 року

Тріумфальна арка (частково перебудована) з середини 14 ст. між трансептом і хором, на якій зображений Армагеддон з Ісусом і його учнями.
У вежевій каплиці з хрестовинним склепінням 13 ст. є настінні розписи близько 1300 і 1325 років. Вхід до вежевої каплиці прикрашений оздобленням, датованим 1643 роком. Праворуч від порталу – настінний розпис із зображенням св. Михаїла як зважувача душ, що знаходиться між Марією з дитиною як адвокатом і сатаною як обвинувачем. Цей розпис був створений близько 1350 року.
Каплиця хреста (раніше: Каплиця Миколая) — бічна каплиця з правого боку хору, збереглася без змін приблизно з 1350 року. Ще одна каплиця була побудована приблизно у 1630 році як місце поховання графа Кавріані. Всі інші каплиці були спочатку готичними, але пізніше були перетворені в стиль бароко.
У церкві знаходиться понад 100 гробниць або епітафій, оскільки це була найважливіша поховальна церква Відня поряд із собором Святого Стефана. Прямо перед каплицею Олександра Саулі знаходиться найстаріша знайдена на сьогодні надгробна плита із родовим гербом (Готфрід, † 1341).

### Святилище і головний вівтар

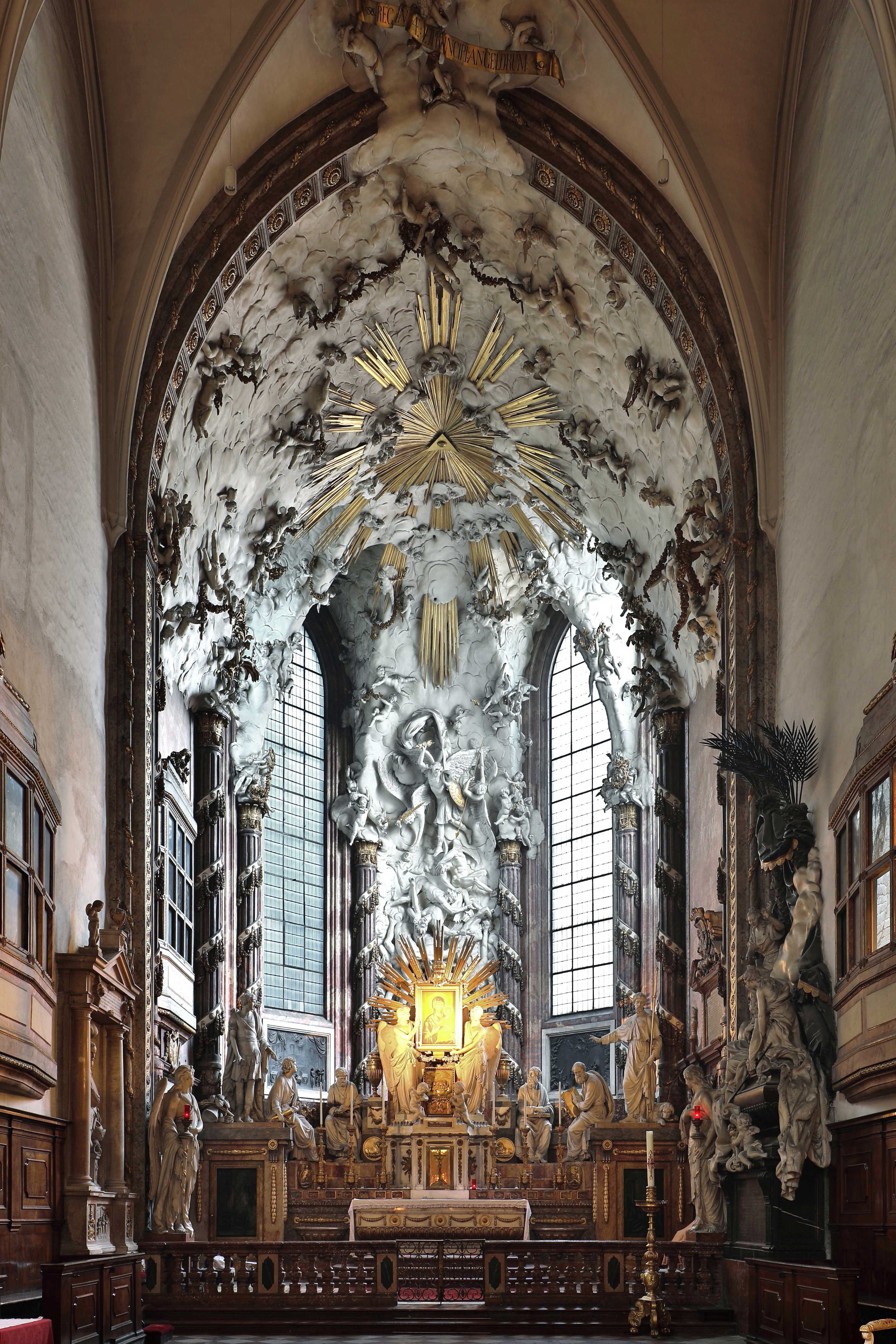
Святилище

Готичний хор був перероблений у стиль бароко в 1781/1782 роках за проектом Жана Батиста д'Авранжа . Чотири статуї євангелістів головного вівтаря зробив Йоганн Мартін Фішер, а статуї святого Роха (праворуч) і святого Себастьяна (ліворуч), а також два путті і чотири ангели — Філіп Якоб Прокоп. Над табернаклем знаходиться чудотворний образ Марії Кандії, італо-візантійський витвір мистецтва 16 ст., який був перенесено сюди з Церкви Святого Миколая в Кандії (нині Іракліон). Ліпний рельєф падіння ангелів від склепіння хору до вівтаря на вершині хору створив скульптор Карл Георг Мервілл. Бронзові прикраси на табернаклі та стовпах виконав Бенедикт Генрічі, який також створив позолочений рельєф із Агнцем Божим на вівтарі. Що стосується видів мармуру, то використовувалися бліді кольори, за винятком табернакля та вівтарної обшивки, де використовувався білий каррарський мармур. Цю роботу виконав Штефан Габріель Штайнбьок.

### Реквієм Моцарта
На похоронному богослужінні для Вольфганга Амадея Моцарта 10 грудня 1791 року частини його Реквієму були виконані вперше у Церкві Святого Михаїла. Найімовірніше, це була перша або перші дві частини, тому що Моцарт зміг закінчити лише їх. Ця панахида була пожертвувана Емануелем Шиканедером і коштувала 26 гульденів і 35 крейцерів (від 15 000 євро до 20 000 євро на основі сьогоднішньої купівельної спроможності). Для порівняння — гарна дерев’яна труна коштувала від 3-х гульденів (м'яка деревина) до 17 гульденів (дерево горіха).

## Орган

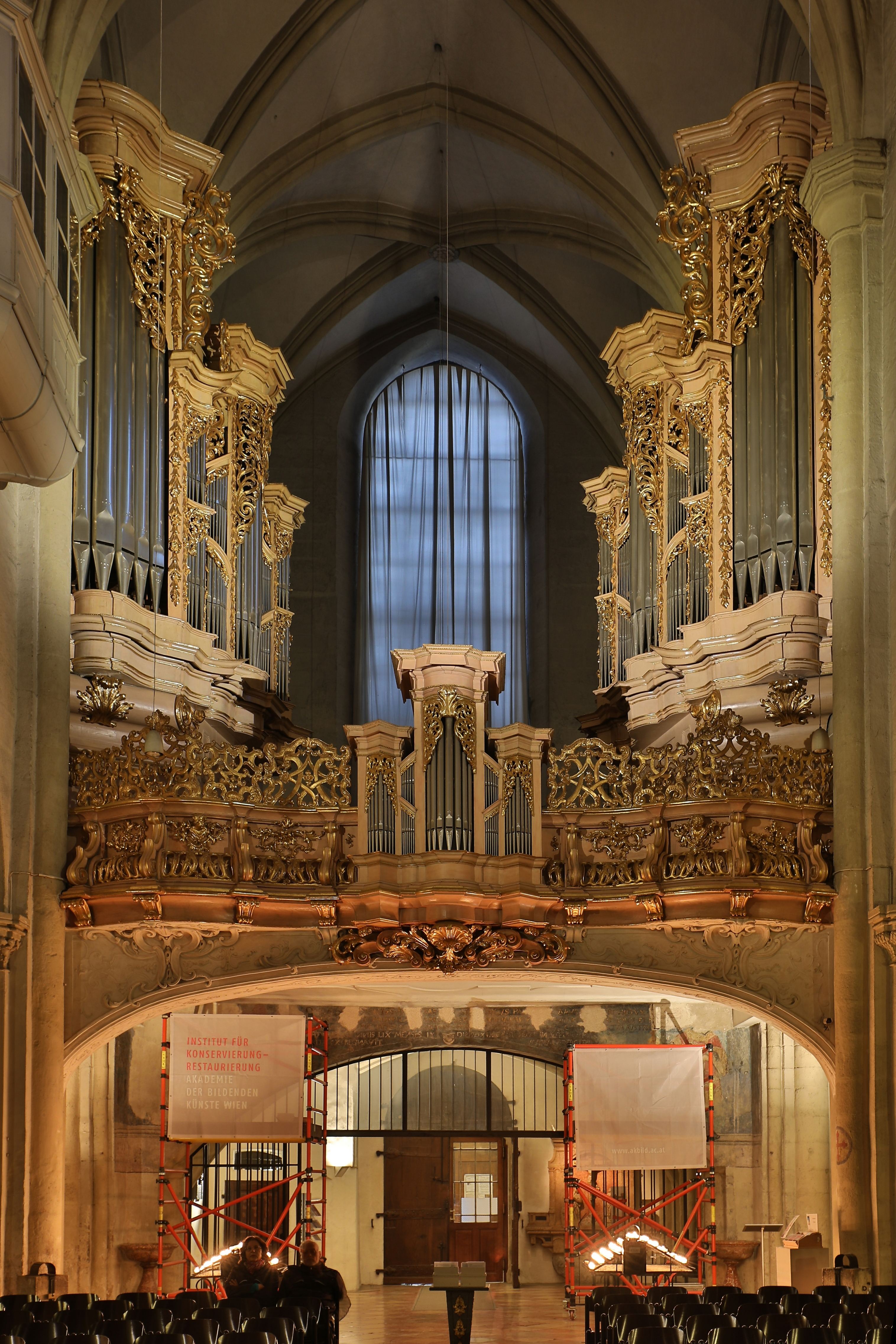
Орган

Орган у Церкві Святого Михаїла збудував Йоганн Давид Зібер і він вперше прозвучав 24 січня 1714 р. у присутності імператора Карла VI. Щоб не перешкоджати світлу з західного вікна, основний блок і педалі були розділені на два різні корпуси (північна і південна сторона органу). Для інструменту була розширена галерея, а усі технічні з’єднання знаходяться у подвійній підлозі. Під час гри органіст дивиться у напрямку західного вікна.
Вперше інструмент був перебудований Готфрідом Зонхольцом у 1742 році, а потім ще багато разів упродовж 19-го і 20-го століття. Під час Першої світової війни всі труби довелося здати на військові потреби. 24 квітня 1972 року майстеру-органобудівнику Арнульфу Клебелю доручили реставрувати орган, але це не вдалося і було втрачено багато оригінальних частин органу. У 1977 році договір з Клебелем було розірвано, але він заховав деталі органу у невідомому місці у Відні. Їх вдалося вилучити лише в 1980 році і повернути у церкву, але ця ситуація була дуже незвичайною для Австрії. Судові процеси в тривали приблизно п’ять років і лише у 1986 році орган був остаточно відновлений майстром Юргеном Арендом до початкового стану 1714 року. Інструмент має 40 реєстрів і 32 з них збереглося у оригінальному стані.

## Склеп Святого Михаїла

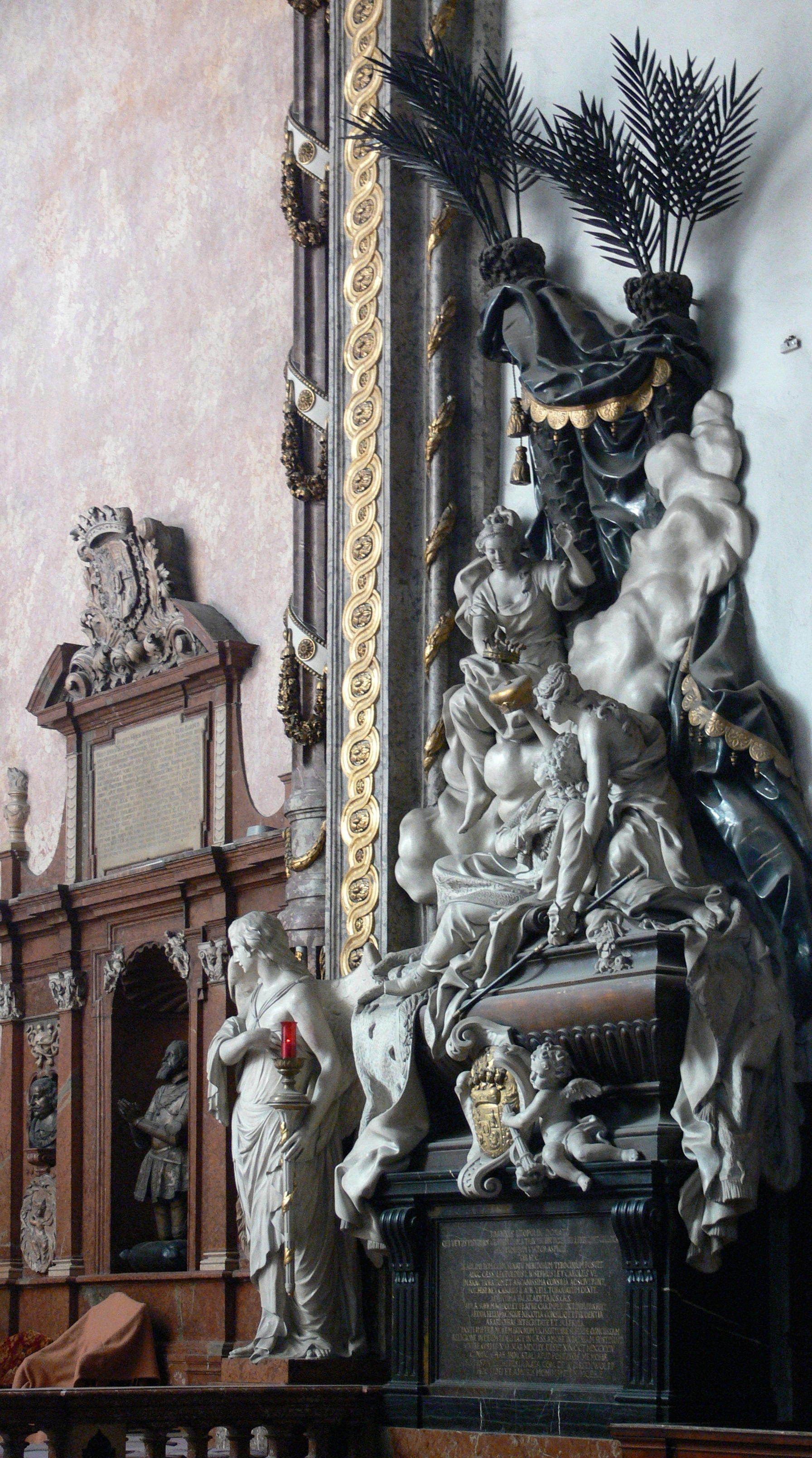
Епітафії для графа Павла Сікста III. фон Траутсона (ліворуч) і принца Йоганн Леопольд Донат фон Траутсона (праворуч) у хорі церкви Святого Михаїла. Обидва були поховані в металевих саркофагах у склепі Святого Михаїла.

Склеп Святого Михаїла знаходиться безпосередньо під церквою і навіть частково виходить за її межі. Поховання у церкві задокументовано з 1350 року. Майже 4000 людей були поховані в катакомбах під церквою Святого Михаїла. Четверо церковних служителів займалися складанням та зберігання кісток у склепі.
Спочатку в склепі Міхаелера ховали лише заможних громадян і аристократів. Для менш заможних померлих із парафії Св. Михайла спочатку існував цвинтар навколо церкви (перша документальна згадка 1310 р.), а пізніше інший цвинтарі поза міським муром. Склеп у його нинішньому вигляді був побудований між 1560 і 1731 роками і використовувався як місце поховання для парафії Святого Михаїла незалежно від соціального статусу («парафіяльний склеп») до 1784 року. Завдяки Йозефінським реформам його остаточно закрили і замінили цвинтарями за межами міського муру. Крім того, багаті громадяни та аристократи мали можливість придбати власні гробниці у церкві Святого Михаїла, в яких їх ховали виключно разом зі своїми родичами. Ці родинні могили коштували дуже дорого і фінансували утримання парафіяльного склепа.
У церкві Святого Михаїла до гробниць вельмож можна було потрапити через мармурові плити в підлозі церкви. На мармурових плитах зображені герби родин, чий вхід до склепу вони закривали. Під час поховання труни спускали в склеп зверху, а не несли через бічний хід, як це прийнято в інших місцях. У багатьох сім'ях, таких як Траутсонів, було прийнято, щоб тільки ті члени сім'ї, які отримали підвищення аристократичного статусу для свого роду, мали право на гробницю в церкві Святого Михаїла. П'єтро Метастазіо, який писав лібрето (його лібрето Il sogno di Scipione використовував Моцарт) і був поетом при дворі Карла VI. і Марії Терезії, є одним з найвідомішим мерців у склепі. Склеп Святого Михаїла відомий також своїми муміями, які, ймовірно, утворилися завдяки клімату у склепі. Однак через нашестя шкідників (довгоносиків) Склеп Святого Михаїла з 2006 року постійно ремонтували.

## Цікаві факти
У 1955, 1956 і 1957 роках у Церкві Святого Михаїла кілька разів проходили зьомки фільмів трилогії про Сіссі, оскільки собор Св. Стефана став жертвою руйнівної пожежі в 1945 році і його реконструкція тривала до 1952 року, а тому Віденська архієпархія не видавала дозволу на зйомку. Крім того, Церква Святого Михаїла знаходилася ближче до Гофбурга, а тому знімати тут було дешевше.